# Vent'anni (romanzo)
Vent'anni è un romanzo di guerra, con forte componente autobiografica, di Corrado Alvaro, che narra le esperienze di un giovane sottotenente di origine meridionale che dopo l'addestramento a Firenze viene inviato a un reggimento di stanza sul fronte del Carso, e viene ferito durante la presa del Monte Sei Busi.
Pubblicato per la prima volta a Milano da Treves nel 1930, il romanzo venne richiesto da Ugo Ojetti e Pietro Pancrazi per essere ripubblicato in un'edizione accorciata sulla rivista Pègaso. Alvaro rifiutò, ma quando esso venne ristampato nel 1953 ne tagliò un centinaio di pagine, avendo nel frattempo compreso che il consiglio era giusto, e che il taglio l'avrebbe "ridotto alla sua espressione più autentica e riuscita".

## Trama
Protagonista del romanzo è il ventenne Luca Fabio, che una mattina d'ottobre sbarca nella stazione ferroviaria di Firenze, proveniente da un piccolo centro del Mezzogiorno. Ha alle spalle un'esperienza di interventismo, e il suo arruolamento nel Regio Esercito come allievo ufficiale è coerente con le sue convinzioni. Nella caserma di Firenze Luca fa amicizia con Attilio Bandi, nipote di un eroe risorgimentale, per il quale nutre un'ammirazione non disgiunta da affetto fraterno.
I due giovani sottotenenti vengono immediatamente inviati al fronte all'entrata dell'Italia in guerra nel maggio del 1915. Come molti della loro generazione, scoprono che la guerra moderna è altra cosa dall'epica risorgimentale imparata a scuola; tra i due, quello che meglio riesce ad adattarsi è Luca, che, nonostante la sua istruzione e la famiglia piccoloborghese, meglio riesce a comprendere i soldati, per lo più contadini provenienti come lui da piccoli paesi e cittadine del Meridione.
Luca e Attilio vengono trasferiti ad altro reggimento a causa delle forti perdite subite da questo reparto nei primi assalti arrestati da mitragliatrici e cannoni; raggiunto il Carso, scoprono l'impreparazione dell'esercito italiano, il pressappochismo dei comandi e dei piani strategici e tattici, e la terribile e mortificante vita nelle trincee. Al primo assalto cui prendono parte, Attilio viene immediatamente ucciso. Luca sopravvive quasi accidentalmente, e vede attorno a lui il reggimento decimato in poche ore.
Il reparto viene inviato nelle retrovie per ricostituirsi con reclute arrivate da poco. Dopo qualche giorno di quiete, vengono mandati di nuovo sul Carso, nella zona di Monte Sei Busi; partecipano a un assalto altrettanto disperato e letale del primo, nel quale Luca viene ferito; il romanzo si chiude con un'amara conversazione tra il protagonista e un maresciallo, che attendono di essere portati via dal fronte, verso un ospedale militare, mentre l'offensiva si arresta per le fortissime perdite. Nel loro dialogo, ci sono premonizioni sull'Italia che uscirà fuori dalla guerra, sul futuro della generazione dei ventenni: "ci cacceremo in tutte le imprese più disperate, in tutte le cause sballate. Credo che verremo fuori più chimerici che mai, e il mondo sarà ben felice se potrà togliercisi di dosso. Se accettasse noialtri, si dovrebbe reggere su un ordine impossibile e inumano" (213). Queste parole suonano, tenuto conto della data di stesura del romanzo, come premonizione del fascismo a venire.